# Petar Šegvić
Petar Šegvić   (Split, 25 de juny de 1930 - Split, 7 de juny de 1990) fou un remer croat que va competir sota bandera iugoslava durant les dècades de 1940 i 1950.
El 1952 va prendre part en els Jocs Olímpics d'Estiu de Hèlsinki, on guanyà la medalla d'or en la prova del quatre sense timoner del programa de rem. Formà equip amb Duje Bonačić, Velimir Valenta i Mate Trojanović.